# Franciszek Wielopolski (1732–1809)
Franciszek Wielopolski herbu Starykoń (ur. 21 września 1732, zm. 14 stycznia 1809) – marszałek nadworny koronny 1767-1773, X ordynat Ordynacji Myszkowskich, uczestnik konfederacji radomskiej, właściciel wielu nieruchomości i gruntów w Krakowie. 

## Życiorys
Był synem Karola Wielopolskiego i jego żony Elżbiety Mniszech. Związek małżeński zawarł z Elżbietą Bielińską. Poseł księstw oświęcimskiego i zatorskiego na sejm konwokacyjny 1764 roku. Marszałek konfederacji radomskiej województwa krakowskiego. W załączniku do depeszy z 2 października 1767 roku do prezydenta Kolegium Spraw Zagranicznych Imperium Rosyjskiego Nikity Panina, poseł rosyjski Nikołaj Repnin określił go jako posła właściwego dla realizacji rosyjskich planów na sejmie 1767 roku. 23 października 1767 wszedł w skład delegacji Sejmu, wyłonionej pod naciskiem posła rosyjskiego Nikołaja Repnina, powołanej w celu określenia ustroju Rzeczypospolitej. Był posłem na Sejm Repninowski z województwa krakowskiego.
24 marca 1768 na Radzie Senatu głosował za wezwaniem wojsk rosyjskich w celu stłumienia konfederacji barskiej.
Po wprowadzeniu autonomii dla większych miast Rzeczypospolitej na mocy uchwalonego przez Sejm Czteroletni prawa o miastach 18 kwietnia 1791 Wielopolski przyjął obywatelstwo krakowskie. 14 kwietnia 1792 został pierwszym w historii miasta prezydentem. Funkcję tę sprawował do 11 września 1792. Po zajęciu miasta przez wojska rosyjskie zlikwidowano magistrat przywracając dawne władze. Siedzibą Wielopolskiego była kamienica przy Rynku Głównym 47 zwana Margrabską.
W 1778 odznaczony Orderem Orła Białego.

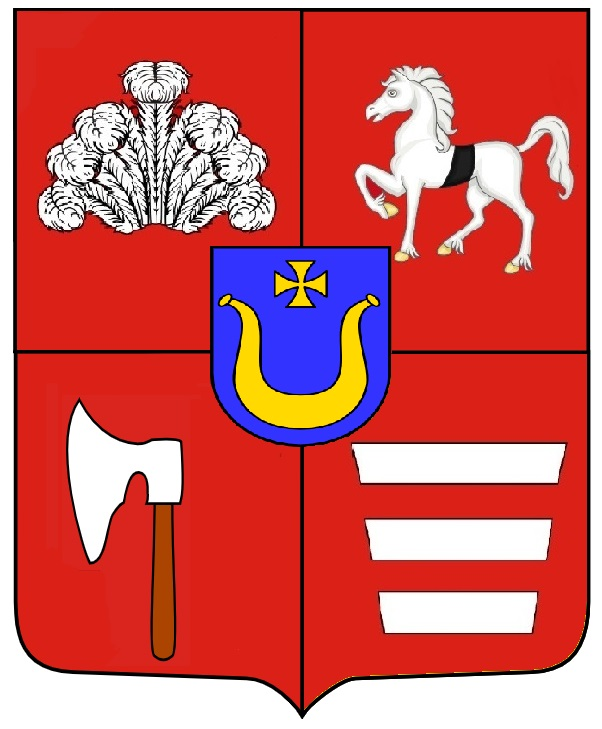
Herb Franciszka Wielopolskiego
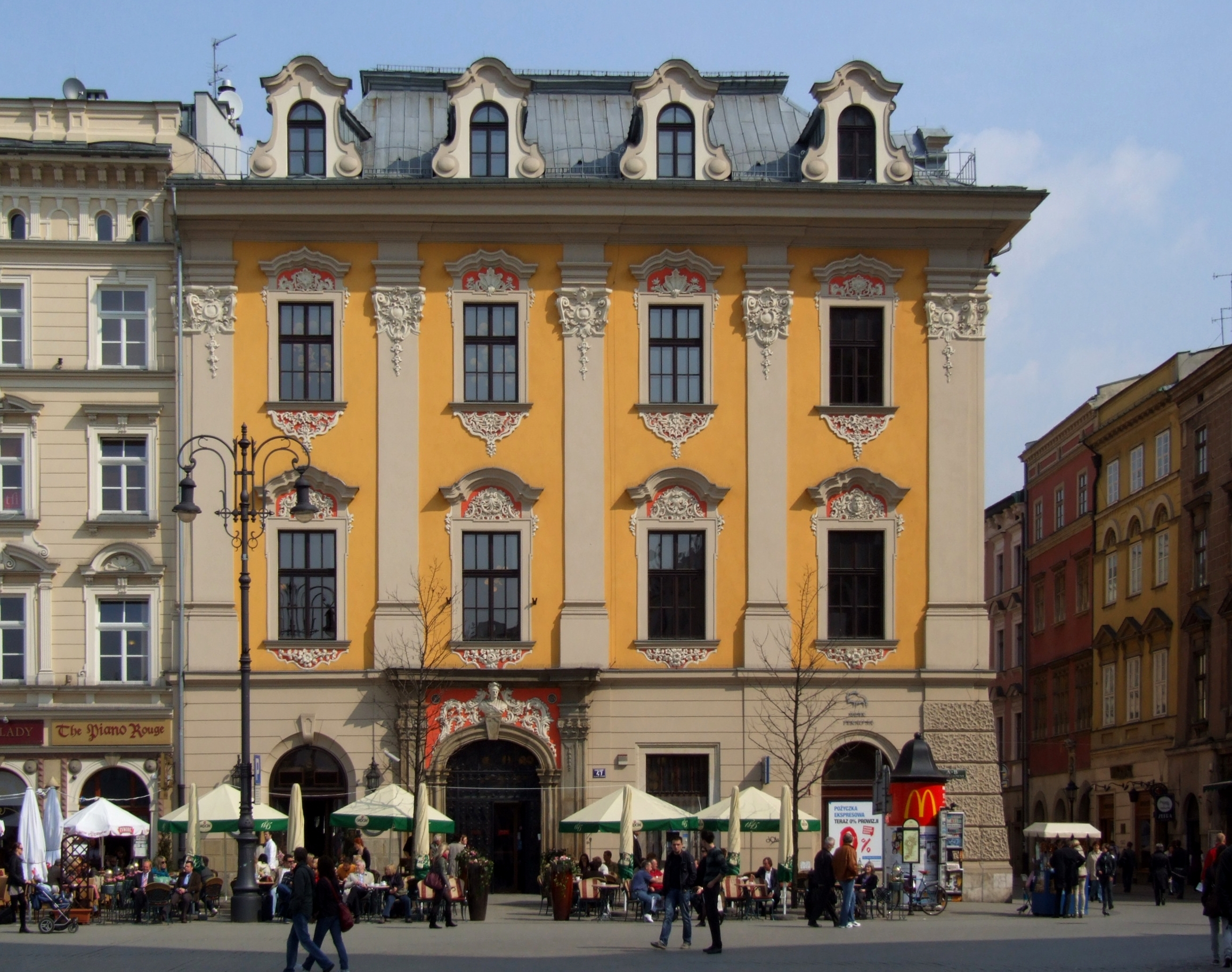
Kraków. Kamienica Wielopolskich
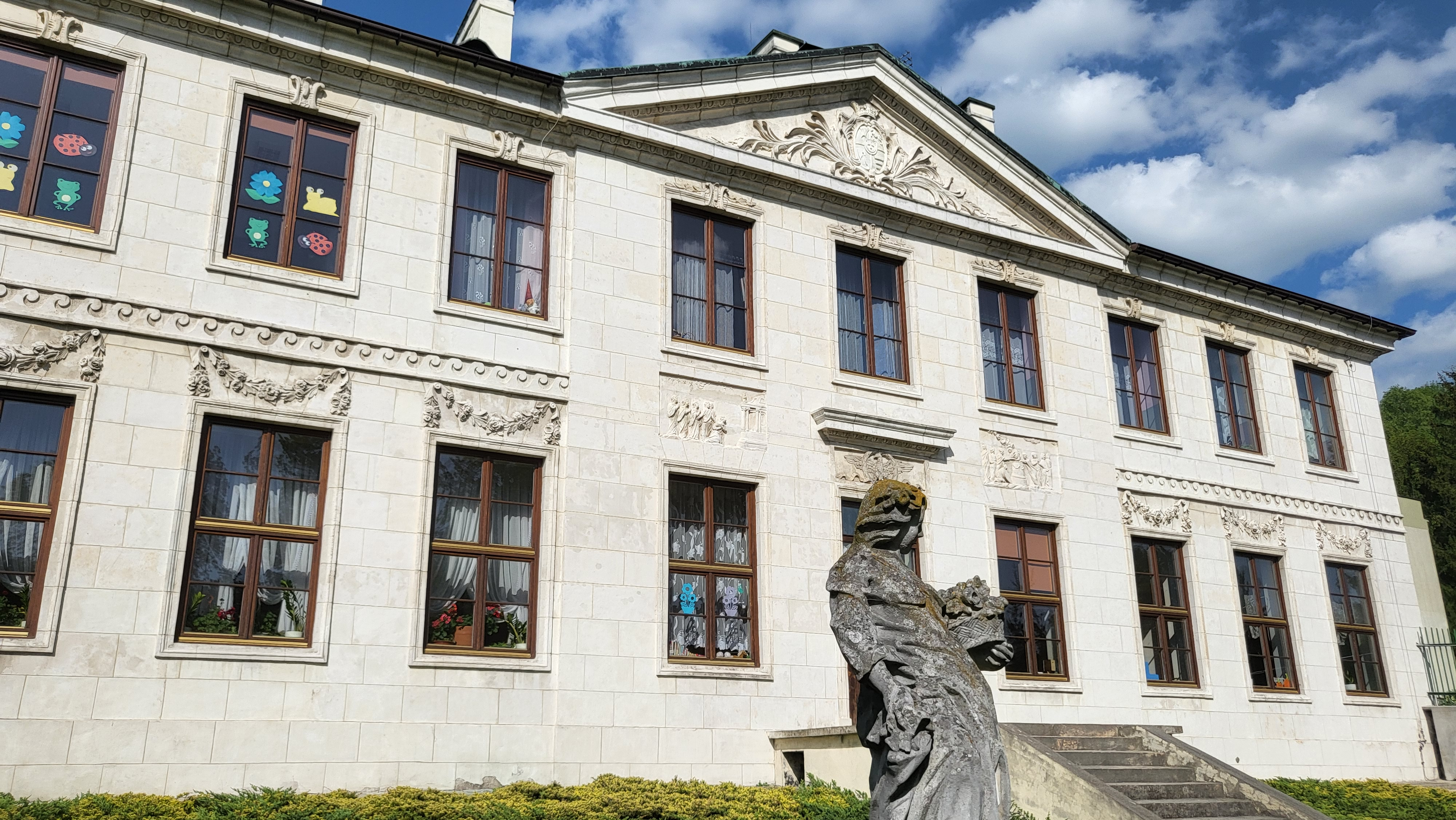
Pałac w Pińczowie Fr. Wielopolskiego